# Dimitri Vojnov
Dimitri Vojnov (* 1946 in Ressen, Bulgarien, als Dimtre Voynov) ist ein bulgarisch-deutscher Maler, Bildhauer und Grafiker.

## Leben
Dimitri Vojnov studierte von 1967 bis 1972 an der Nationalen Akademie der Schönen Künste in Sofia (heute Nationale Kunstakademie) bei Alexander Poplilov. Von 1972 bis 1981 arbeitete er als freier Künstler in den Bereichen Malerei und Grafik. 1981 bis 1985 war er Dozent für Malerei an der Akademie für schöne Künste in Sofia. 1986 kam er nach Deutschland und lebte zuerst lange in Berlin mit eigener Galerie. Seit 1986 besitzt er die deutsche Staatsbürgerschaft.
Vojnov lebt und arbeitet in Kelkheim-Ruppertshain.

## Künstlerisches Konzept und Werk
Vojnov ist in erster Linie Maler des Surrealismus. In seinen Bildern ist die klassische akademische Ausbildung erkennbar. Häufig findet dort ein Spektakel statt, mit zum Teil grotesk verzerrten, karikierenden Bildern, in denen halbseidene oder dekadente Welten entstehen mit einer stark erotischen Grundtendenz. Die farbenfrohen Acryl- und Öl-Gemälde sind auch oft eine Hommage an die großen Künstler und Meister vergangener Epochen. In seinem Werk Meine Lehrer sind Joseph Beuys, Pablo Picasso, Claude Monet, Rembrandt van Rijn, Vincent van Gogh, Salvador Dalí und Jan Vermeer festgehalten. Es zeigt sein hohes Interesse an den großen Malern der Kunstgeschichte und der Renaissance.
Manchmal haben seine Werke auch eine gesellschaftspolitische Note, wie in dem Werk Der Raub der Europa, das symbolisch die politische Uneinigkeit von Europa darstellt.
2002 löste er mit seinem Werk Paris Bar in Berlin einen Eklat aus. Zur Vernissage im Bulgarischen Kulturinstitut hatte sich der bulgarische Präsident angesagt, jedoch entdeckte die Bild-Zeitung eine gepiercte Brustwarze am Bildnis des nackten Klaus Wowereit und berichtete darüber als Skandal.
Im Jahr 2007 wurden seine Werke auf der internationalen Kunstmesse Berliner Liste präsentiert. Im März 2016 stellte Dimitri Vojnov sein neustes Werk Albtraum einer Kanzlerin vor.
Öffentlich zugänglich sind seine Werke im Landratsamt des Main-Taunus-Kreises und im Rathaus Kelkheim. Ständig vertreten ist Dimitri Vojnov in folgenden Einrichtungen:
- Galerie Sybille Buckwitz, Kronberg/Taunus
- Galerie Orangerie Heiligendamm[5]
- Rakursi Gallery, Sofia, Bulgarien[6]
- Die Kunstagentur Bild & Raum, Mönchengladbach[7]
- Grabbeau Museum im Netz[8]

Ausstellungen (Auszug)
·
- 1988: Salon d'Automne, Paris, Frankreich
- 1991: Galerie Edition 88, Luxemburg[9]
- 1991: Satyra Galerie Sybille Buckwitz, Kronberg[10]
- 2001: Kunstmuseum, Hollfeld[11]
- 2001: Galerie Mentana, Florenz, Italien[12]
- 2007: Galerie Minkner, Palma de Mallorca[13]
- 2007: Kunsthalle Kühlungsborn, Kühlungsborn[14]
- 2008: Galerie Rakursi, Sofia, Bulgarien[15]
- Planet Vivid Gallery, Frankfurt[16]
- 2010: Galerie Fine Art, Leipzig[17]
- 2007, 2008: Galerie Schiffler, Bad Soden[18]
- 2011: Kunstkreis, Hameln[19][20]
- 2011: Galerie Artpoint 222, Wien, Österreich[21]
- 2012: Kreishaus, Hofheim, Gruppenausstellung[22]
- 2012: “Gott um die Welt – Ohne Zensur”, Kunsthaus, Oggersheim[23][24]
- Parallax AF, Chelsea Town Hall, London, England
- Eventgalerie, Schweinfurt
- Galerie Bachlechner, Zürich, Schweiz
- Alter Bahnhof, Neulußheim
- Stadt Annweiler am Trifels, Annweiler
- Dimitri-Festival, Wangen a. d. Aare, Schweiz ,
- Frankfurter Künstlerclub, Nebbienschen Gartenhaus, Frankfurt
- Stadt Gorgonzola, Palazzo Pirola, Gorgonzola, Italien
- Grand Hotel Heiligendamm, Galerie Orangerie, Heiligendamm ,

## Veröffentlichungen
- Bunter Vogel. Books on Demand, Norderstedt 2006, ISBN 3-8334-6222-1.
- Talisman. Books on Demand, Norderstedt 2014, ISBN 978-3-7357-2623-0.

Ferner vertonte Vojnov die beiden Bücher auch als Hörbücher und gab u. a. einen Ausstellungskatalog mit seinen bekanntesten Werken heraus.